# Fritz Ntonè Ntonè
Pour les articles homonymes, voir Fritz.
Fritz Ntonè Ntonè, né le 20 septembre 1954 à Douala, est un médecin camerounais, délégué du gouvernement auprès de la communauté urbaine de Douala de 2006 à 2020.

## Biographie

### Éducation
Fils de Ntonè Ntonè Fritz, il a obtenu un doctorat en 1982 au Centre Universitaire des Sciences de la Santé (CUSS) aujourd'hui Faculté de Médecine et des Sciences Biomédicales (FMSB). 

### Carrière
Fritz Ntonè Ntonè entre dans la fonction publique du Cameroun le 1er novembre 1982. Il est le délégué du gouvernement auprès de la communauté urbaine de Douala depuis le 30 septembre 2006. Poste non électif régit par décret présidentiel.
Il a occupé plusieurs postes de médecin-chef dans certains centres hospitaliers à Douala à l'instar de l’hôpital de district de Bonassama (Bonabéri-Douala). Il a dirigé l'hôpital Laquintinie de Douala. 
À l'hôpital Laquintinie, dont il a été directeur, il fait de la lutte contre l'insalubrité, la corruption et la prise en charge effective des malades son cheval de bataille.
Inondant la ville  de tracts intitulés « Paroles de toubib », établissant un lien entre propreté et santé, il lutte contre l’insalubrité et s'attaque au chantier de l’éclairage public, des constructions anarchiques et à la remise en état du réseau routier de la capitale économique. Les tracés des routes emmenant quelques fois à des litiges.
À Paris lors de la COP21, il soutiendra le projet "Douala ville durable”. Et déclare un budget de 1500 milliards de FCFA pour réaliser sa vision de Douala à l'horizon 2025.
Le 6 mars 2020, il est remplacé par  Roger Mbassa Ndine, premier maire élu de la Ville de Douala